# Alfio Molina
Alfio Molina (Lugano, 20 aprile 1948) è un ex hockeista su ghiaccio svizzero che ha giocato nel campionato svizzero con la squadra del HC Lugano e con la nazionale Svizzera di Hockey (1971-1976, 64 partite) con la quale ha partecipato ai Giochi Olimpici 1972 (Sapporo) e 1976 (Innsbruck) nonché a 4 Campionati Mondiali.

## Statistiche
Statistiche aggiornate.

### Club
| Stagione  | Squadra | Stagione regolare | Stagione regolare | Stagione regolare | Stagione regolare | Playoff | Playoff | Playoff |
| Stagione  | Squadra | Lega              | P                 | GAA               | SVS%              | P       | GAA     | SVS%    |
| --------- | ------- | ----------------- | ----------------- | ----------------- | ----------------- | ------- | ------- | ------- |
| 1964-1965 | Lugano  | NLB               | 14                |                   | -                 | -       | -       |         |
| 1965-1966 | Lugano  | NLB               | 18                |                   |                   | -       | -       | -       |
| 1966-1967 | Lugano  | NLB               | 18                |                   |                   | -       | -       | -       |
| 1967-1968 | Lugano  | NLB               | 20                |                   |                   | -       | -       | -       |
| 1968-1969 | Lugano  | NLB               | 20                |                   |                   | -       | -       | -       |
| 1969-1970 | Lugano  | NLB               | 22                |                   |                   | -       | -       | -       |
| 1970-1971 | Lugano  | NLB               | 22                |                   |                   | -       | -       | -       |
| 1971-1972 | Lugano  | NLA               | 22                |                   |                   | -       | -       | -       |
| 1972-1973 | Lugano  | NLA               | 28                |                   |                   | -       | -       | -       |
| 1973-1974 | Lugano  | NLB               | 28                |                   |                   | -       | -       | -       |
| 1974-1975 | Lugano  | NLB               | 22                |                   |                   | -       | -       | -       |
| 1975-1976 | Lugano  | NLB               | 28                |                   |                   | -       | -       | -       |
| 1976-1977 | Lugano  | NLB               | 28                |                   |                   | -       | -       | -       |
| 1977-1978 | Lugano  | NLB               | 30                |                   |                   | -       | -       | -       |
| 1978-1979 | Lugano  | NLB               | 30                |                   |                   | -       | -       | -       |
| 1979-1980 | Lugano  | NLB               | 28                |                   |                   | -       | -       | -       |
| 1980-1981 | Lugano  | NLB               | 28                |                   |                   | -       | -       | -       |
| 1981-1982 | Lugano  | NLB               | 28                |                   |                   | -       | -       | -       |
| 1982-1983 | Lugano  | NLA               | 33                |                   |                   | -       | -       | -       |
| 1983-1984 | Lugano  | NLA               | 5                 |                   |                   | -       | -       | -       |
| 1984-1985 | Lugano  | NLA               | 26                |                   | -                 | -       | -       |         |
| 1985-1986 | Lugano  | NLA               | 2                 |                   |                   |         |         |         |
| 1986-1987 | Lugano  | NLA               | 2                 |                   |                   |         |         |         |

### Nazionale
| Stagione | Livello        | Risultati    | Risultati | Risultati | Risultati |
| Stagione | Livello        | Competizione | P         | GAA       | SVS%      |
| -------- | -------------- | ------------ | --------- | --------- | --------- |
| 1972     | Switzerland OG | OG           | 2         |           |           |
| 1976     | Switzerland OG | OG           | 1         |           |           |

## Palmarès

### Club
- Campionato svizzero: 2

 Lugano: 1985-86, 1986-87